# ロイ・カーン

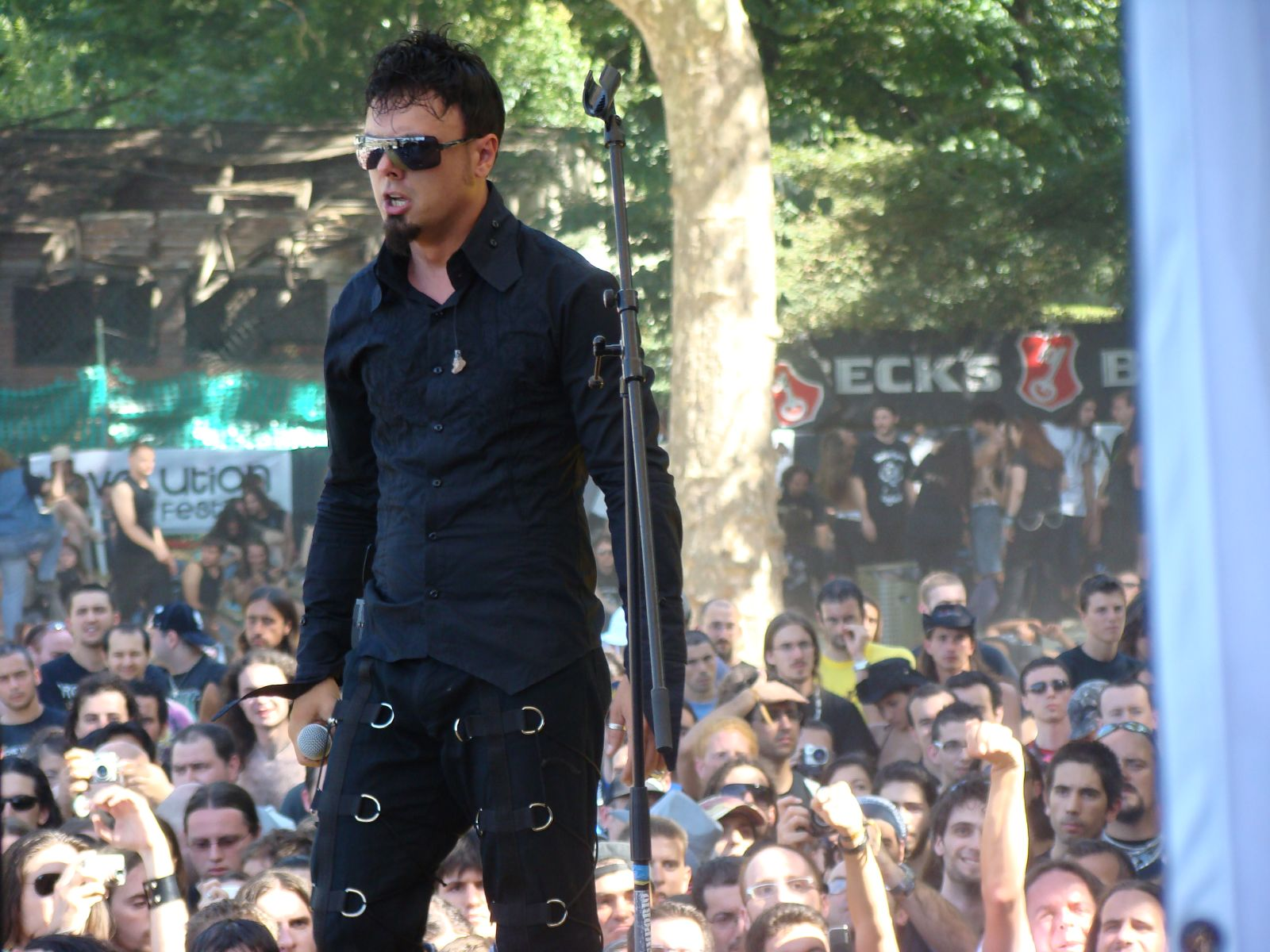
ロイ・カーン（2007年）

ロイ・カーン（Roy Khan、1970年3月12日 - ）は、ノルウェー出身の歌手。コンセプションを経てキャメロットの一員として活動。シンプルにカーンともクレジットされる。

## 来歴
18歳の時から3年間、音楽大学で声楽とオペラを学ぶ。その過程にあった1991年にオーディションの末プログレッシヴ・メタル・バンド、コンセプションへ加入する。
ヘヴィ・メタルのクラシックなルックスを重視していたバンドだったが、カーンはロングヘアを好まなかったため、当初は鬘を着用していた。またバンドを初めて間もなく、当時の教師からオペラの道かメタルの道かどちらかを選ぶように問われ、過去の遺産を歌うよりも自分だけの歌を歌い続けることを望み、以後はクラシック音楽ではなくヘヴィ・メタル界に進むことを決意する。
バンドは自主レーベルのCSFレコードを起ち上げてアルバム『ザ・ラスト・サンセット』（1991年）を発表した後にノイズ・レコードと契約する。1997年までに合計4枚のアルバムと1枚のEPをリリースした。
カーンは、アルバム『シージ・ペリロス』制作中にシンガーを失ったキャメロットに参加、以後はバンドの中枢であるトーマス・ヤングブラッドとともに作曲においても重要な位置を占めている。
2005年に再結成したコンセプションにも参加し、キャメロットと並行して活動した。

## 体調不良と脱退
2010年9月、次期ツアーの最終リハーサル中、カーンは体調不良になった。この影響でキャメロットは北米ツアーを延期することになる。当初のアナウンスではカーンが病気になったと報道された。その後ノルウェーの報道機関に、自身の衰弱状態が燃え尽き症候群によるものであるとカーン自ら告げた。
その時点において、キャメロットを脱退し自分の健康状態と家族を優先することを、既に決心していたと後に明かしている。しかし、ヤングブラッドや他のメンバーと相談した結果、カーンの健康状態が回復し考えを変更するかもしれないことを考慮し、キャメロットとしては脱退を公表しないこととしていた。
2011年4月21日、カーンは自らブログで脱退を発表。その後キャメロットも公式に脱退を発表した。キャメロットの公式発表の中でヤングブラッドは、「カーンは長い時間を掛けて結論を出した。キャメロットはその結論を尊重している。」と記している。
2012年6月8日にヤングブラッドはインタビューにて「脱退後もカーンとはまだ連絡を取り合っている。」と話した。また、「カーンの健康状態は現在は良好であり、幸せな生活をおくっている。ノルウェーで家族と暮らしながら仕事をしている。」とも述べた。

## ディスコグラフィ

### コンセプションCONCEPTION
- ザ・ラスト・サンセット The Last Sunset (1991)
- パラレル・マインズ Parallel Minds (1993)
- Guilt/Sundance (1995)
- イン・ユア・マルティチュード In Your Multitude  (1995)
- フロウ Flow (1997)
- マイ・ダーク・シンフォニー[EP] My Dark Symphony (2018)
- ステイト・オブ・ディセプション State Of Deception (2020)

### キャメロットKAMELOT

#### アルバム
- シージ・ペリロス Siege Perilous (1998)
- フォース・レガシー The Fourth Legacy (1999)
- カーマ Karma (2001)
- エピカ Epica (2003)
- ザ・ブラック・ヘイロー The Black Halo (2005)
- ゴースト・オペラ Ghost Opera (2007)
- ポエトリー・フォー・ザ・ポイズンド Poetry for the Poisoned (2010)

#### ライヴ・アルバム
- ジ・エクスペディション The Expedition (2000)
- ワン・コールド・ウィンターズ・ナイト One Cold Winter's Night (2006)